# Nicóstrato
Nicóstrato de Egio (en griego antiguo: Νικοστρατος) - político griego que se desempeñó como strategos de la Liga Aquea en los años 198-197 a. C.. Participó en las negociaciones entre Nabis de Esparta, Atalo I de Pérgamo y Tito Quincio Flaminino de cuatro meses de tregua entre Esparta, Roma y la Liga Aquea en la segunda guerra macedónica. Después infligió una seria derrota a las fuerzas macedonias que operaban desde Corinto, y devastó la zona de Pelene, Sición y Fliunte.